# Ophiuche evanalis
Ophiuche evanalis är en fjärilsart som beskrevs av William Schaus 1904. Ophiuche evanalis ingår i släktet Ophiuche och familjen nattflyn. Inga underarter finns listade i Catalogue of Life.